# Reginald Barclay
Reginald Barclay este un personaj fictiv din serialele TV Star Trek: Generația următoare și Star Trek: Voyager din franciza Star Trek. A fost interpretat de Dwight Schultz.
În Star Trek: Voyager a jucat un rol esențial în restabilirea contactului regulat între USS Voyager și Flota Stelară.

## Episoade și filme cu Barclay
Barclay, interpretat de Schultz, a apărut între 1990 și 2001 în diverse episoade TV Star Trek. În plus, personajul a apărut în filmul Star Trek: First Contact. A apărut în numeroase episoade de televiziune (ca de exemplu):

### Star Trek: The Next Generation
- „Urmăriri zadarnice” ("Hollow Pursuits")
- "The Nth Degree"
- "Realm of Fear"
- "Ship in a Bottle"
- "Genesis"

### Star Trek: Voyager
- "Projections"
- "Pathfinder"
- "Life Line"
- "Inside Man"
- "Author, Author"
- "Endgame"

El este menționat și în episodul Deep Space Nine "Image in the Sand" („Imagine în nisip”). În episoadele Voyager, Schultz joacă și holograma lui Barclay.

## Recepție
În 2015,  SyFy l-a considerat pe Lt. Barclay ca unul dintre cele mai interesante 21 de personaje secundare din Star Trek.
În iulie 2019, „Screen Rant” l-a clasat pe Barclay pe locul 9 în clasamentul celor mai inteligente personaje din Star Trek.

## Legături externe
- en Reginald Barclay la Memory Alpha (site wiki pentru Star Trek)